# Cuello de cisne

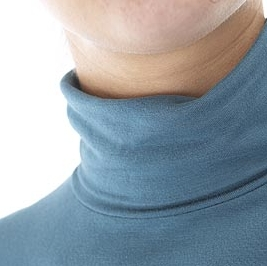
Cuello de cisne, cuello alto, cuello alto vuelto o cuello de tortuga.

Cuello de cisne, cuello alto o cuello alto vuelto (cuello de tortuga cuando se traduce del inglés turtleneck) es un tipo de cuello ceñido, redondo y alto que se dobla cubriéndolo en las prendas de vestir, por lo general en suéteres, que se utiliza también como adjetivo de la prenda de vestir en sí.
Un cuello alto es una prenda de vestir unisex que se caracteriza por su cuello alto que se ajusta y cubre el cuello. Se trata de un «suéter en tela fina que se caracteriza por su cuello alto»; es llamado también suéter de cuello alto, suéter de cuello enrollado o simplemente suéter interno cuando está debajo de la vestimenta: el diccionario Larousse define al suéter  interno como un «suéter en tela muy fina con cuello enrollado».
Desde la década de 1990, la introducción del elastano ha permitido la realización de las versiones de prendas de vestir apretadas de gran comodidad. Muy presente en los Podios de las pasarelas desde los años 2000, calificado de «must» de la temporada 2008 por la revista ELLE,[cita requerida] el cuello alto refleja un lugar fundamental dentro de la vestimenta diaria en climas templados en Occidente.

## Historia
El suéter de cuello enrollado, como la mayoría de suéteres aparece en los años 1890 como la ropa de deporte. Fue usado originalmente en los deportes al aire libre (es también el caso de los vigilantes jurados de la década de 1950. Su uso estaba  al alcance de  los dos sexos, y se hizo muy popular en una versión más ligera, para el golf y el hockey. Como vestimenta deportiva, el suéter de cuello alto es usado como una prenda profesional, notablemente en los marinos. Su lado unisex fue explotado muy rápido por las feministas que utilizan el suéter de hockey como vestimenta de todos los días, «a final de los años 60, la ideología de derecha pone en relieve ciertas prendas usadas por los trabajadores en particular los suéteres marinos de cuello alto». En la década de 1960, fue tomado muy en cuenta el cuello alto para protegerse del frío, aparece el peto, pieza de tejido que se coloca bajo una prenda. Vestimenta unisex, el suéter en lana con cuello alto era para hombres, mujeres y niños, en una época en que se tejió mucho: en la revista Modes et travaux de septiembre de 1975 un cuello alto se teje en medidas 1/1 con el nº 4 ½ y en el tejido nº.107 de 3º trimestre 1973 un modelo de cuello alto se teje en medidas 1/1 con el nº 3, un modelo de suéter y medidas 3/2 (agujas 3 1/2). El aporte de la moda y la aparición de nuevas fibras sintéticas, en particular el elastano, transformaron el uso de esta prenda. No obstante se podrá señalar la reaparición de este peto en la moda del hombre propuesta en el final del año 2008 en la colección Dior Homme.

## Vestimenta masculina
Inicialmente lo suficiente gruesos y en lana, los cuellos de tortuga eran también hechos de materiales más ligeros y en una gran variedad de colores. Su adopción por Noel Coward en los años 1920 los hizo populares. De nuevo, las feministas utilizan el lado unisex de esta prenda. Integrado por la moda de mediados del siglo XX, el suéter de cuello alto se considera  luego como una forma de liberarse del Formalismo de la corbata.
Entre 1965-1966, aparecen las formas altas. Desde 1966, los diseñadores tratan de crear una forma válida para ambos sexos, donde a la vez los maniquíes hombres y mujeres sean vestidos con prendas de cuello alto blancos. En su colección verano 1967, Pierre Cardin viste los maniquíes hombres con un suéter  blanco debajo de una chaqueta grande con cierre amplio.
El suéter de cuello alto y blanco era uno de los amuletos del Jacques Cousteau, que siempre fue visto vestido así, igual que  René Dumont siempre visto con un suéter rojo de cuello alto. La tentativa lanzada en los años ochenta, por los diseñadores de la moda masculina, de usar el suéter de cuello alto debajo de la camisa no fue adoptada por los hombres de la calle, la corbata regresó al final de la década de 1990 son la razón inicial de ser: ser notable y conspicua. Los diseñadores no obstante siguen proponiendo en los desfiles de moda, como el couturuer belga Raf Simons. El uso del cuello alto por los hombres, en particular por los hombres políticos, está asociado a la desagregación. Es así que Florencia Muller, especialista de la historia de la moda, da a notar en el diario La Vanguardia que: «Cuando Nicolas Sarkozy adopta un look tranquilo, usa el cuello alto negro, y es sin duda la elección de indumentaria que le va a él mejor». Esta desagregación se refleja en el código Vestimentario utilizado en las empresas, el Friday wear  o casual Friday, donde el cuello alto puede remplazarlas juntas a la camisa y la corbata, o usarlo debajo la camisa para proteger el cuello, remplazando la bufanda.
Durante los desfiles de moda a inicios del 2011, el uso del cuello alto se presenta como una prenda común del vestuario masculino: impecable para ser a la vez elegante y tener calor. Se lo ve en numerosos  modistas  disminuyendo en diferentes materias, con Hermès et Jil Sanders  por citarlos de donde se los usa bajo las camisas. Cuando el hombre Lanvin, usa bajo su camisa un suéter de cuello alto, y las camisas blancas largas se usan obligatoriamente sobre un cuello alto seconde peau (‘segunda piel’) en un tono oscuro; con Lanvin «el suéter interno con cuello alto, usado bajo la camisa, se ve ostentoso: una asociación exitosa que inspirará, sin duda alguna los bandidos de la moda».

## Vestimenta femenina

### Del suéter de cuello alto al suéter de cuello alto interno
Su uso cada vez mayor a finales de los años 1960 por las mujeres se transforma en una manía de adolescentes, especialmente cuando la forma ligera y ajustada de esta prenda permite poner en relieve las formas del cuerpo.  Hollywood se apodera de esta imagen y la explota en numerosas películas donde los adolescentes son los más a menudo vestidos con esta prenda.
En su colección de 1968, Emanuel Ungaro propone el suéter de cuello alto «chaussette» en malla 2 sobre 2: «Quiero que la mujer nueva se sienta bien en su piel, y que su nueva carroseria la impida envejecer». Este «suéter ella» de cuello alto, muy extendido a finales de los años 1960 es unisex, «Usado a la vez por hombre y mujeres», una de sus percursoras fue Raquel Welch.
En los años 1970, esta moda fue muy vista en los Estados Unidos entre los estudiantes, mientras que en Francia, se propagó en los intelectuales de izquierda, en particular el cuello alto negro, tendencia «Saint-Germain des Prés».

### Propagación entre las feministas
Esta tendencia continúa en los años 1960 y los años 1970: el suéter interno blanco es adoptado como una base por las feministas, generalmente visto como unisex y no ligado a una clase específica. El suéter interno se convierte en un artículo estándar del guarda ropa, utilizado por los dos sexos durante este período.

### Década de 1980
En la década de 1980, el suéter de cuello alto interno está menos a la moda aunque siempre se lo consideró una prenda básica. Entonces aparece en las colecciones, el body con cuello alto, malla que se cierra con botones de presión a nivel de la ingle. En su colección otoño-invierno 1985 – 1986, la estilista Donna Karan presenta un maniquí con body negro de cuello alto bajo una camisa blanca: en la ropa deportiva tradicional americana, éste conjunto es emblemático de sus colecciones, soluciones vestimentarias para facilitar la vida cotidiana sin alejarse de una elegancia cómoda. Los años 1990 ven el regreso del suéter interno en los desfiles de moda, como el desfile de la colección otoño-invierno 1989 – 1990 de Jean-Paul Gaultier, y retornó a su lugar de artículo popular de moda en el continente y en los Estados Unidos tanto así que lo usó la top model americana Christy Turlington por ejemplo.
Una variante simple, el cuello alto falso, se asemeja al cuello alto normal en su parte superior y en la forma en que se levanta alrededor del cuello, pero los dos extremos de los tubos que forman el collar se cosen a la línea del cuello. El simulacro de cuello de polo se aferra al cuello sin problemas, es fácil de fabricar y funciona bien con un cierre de cremallera.

### Regresa a la moda en 2000

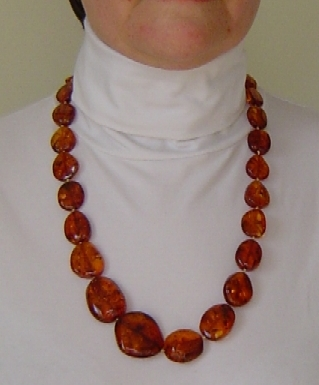
Blusa blanca con cuello alto doblado.

En la década del 2000 la camisa de cuello de tortuga, o conocida también como cuello alto, toma popularidad debido a la importancia que obtuvo en la década del 1960.  Base de la prenda por excelencia, hizo su regreso más fashion y más chic.: lo destacable de esta tendencia es la manera en que un vestido largo se usó sobre la blusa de cuello largo, vestimenta básica por excelencia en ese entonces, tornándose en su regreso mucho más moderno y elegante. La blusa de cuello largo se la integra en las colecciones de moda a inicios de la década del 2000, el éxito de la producción de varios fabricantes radica en los modelos ultra ceñidos. Numerosas portadas de revistas francesas femeninas tornan esta tendencia popular, así podemos ver en la revista Femme Actuelle que resalta la blusa de cuello largo ceñida en colores amarillos y fucsias, así como también el cuello alto usado debajo de un vestido, como lo mostraban las fotos de la modelo Tesha Tilberg en la revista Vogue.
Igualmente, a inicios de la década del 2000 es cuando aparece el cuello alto sin mangas, propuesto por los diseñadores en un twin set, es decir, junto con un cardigan abotonado. Este estilo se populariza rápidamente con el ejemplo que dan numerosas personalidades, actrices, presentadoras de televisión e incluso universitarias.
Durante los desfiles de junio de 2007, los modistas utilizaron cuellos largos con sus modelos «lo menos glamuroso posible, para personas modestas»  entre ellos destacan Calvin Klein o Givenchy. Calificado de «esplendoroso» por la revista ELLE en 2008, e incluso «el más destacado de la temporada» para luego convertir a la blusa de cuello largo en una importante pieza de todo guardarropa femenino, al cual se lo ovaciona en el podio durante los desfiles de moda de septiembre de 2008. «El cumple con dos funciones importantes: la primera, vuelve a ser una pieza de invierno con mangas y tres cuartos descotada, muy elegante; y la segunda, la de robustecer la estructura de una prenda larga y desconvinada» así lo muestran Yves Saint-Laurent, Louis Vuitton, Lacoste, y también Dolce & Gabbana; integrándolo en diferentes tendencias de sus colecciones 2008 - 2009. Las blusas de cuello largo y los cuellos de tortuga nuevamente van a desplazar a las camisas, sin embargo la estilista belga Veronique Branquinho continua utilizándolos de la manera tradicional en sus colecciones. En 2010, negro, fino y ceñido para un vestido o un jersey durante el día y durante la noche podía usarse el cuello alto solo o con un gran collar de perlas, calificándolo de «elegante» en la temporada de invierno.

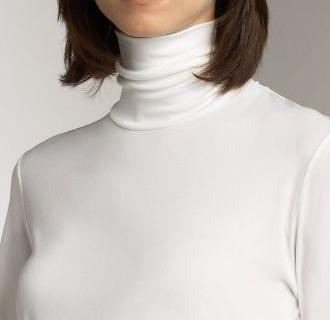
Cuello de tortuga desdoblado.

En 2008, Stefano Pilati intenta con sus modelos el uso de la blusa de cuello largo semi-transparente, la cual se torna sugestiva, sexy y muy femenina. Cuando la blusa de cuello largo se vuelva una prenda muy demandada en las casas de costura «será porque se tomaron las medidas necesarias para su fino corte, y la selección correcta de la muselina», escribe un crítico de moda.
De un artículo popular en la década del 80: gracias a su bajo precio, se convirtió en una prenda necesaria del guardarropa femenino e incluso es presentado por los diseñadores junto con todas sus tendencias de momento. De acuerdo con los desfiles de modas y las boutiques, la blusa de cuello largo, atrayente, y femenina, ocupa un elevado puesto de acuerdo a las normas de vestimenta, destacando sobre todo en los países europeos más que en América o el Canadá.
Los desfiles del año 2008, ponen de nuevo a la moda el uso de collares, sobre todo encima de la blusa de cuello largo, se lo podía apreciar en las modelos de Vuitton y de Givenchy.
Durante aquellos desfiles numerosas modelos usan el cuello alto desplegado, contrario a años pasados, sobresaltando su uso publicitario modelos de la compañía Hermes. Durante 2007 se podía apreciar multitud de cuellos de tortuga desdoblados en camisas finas brindándole un aspecto alargado y alto al cuello.
Así como el pull con cuello alto, el vestido con cuello alto es para finales del 2000, una prenda considerada «atrayente» ya sea con mangas largas o sin mangas. En invierno de 2008 la blusa de cuello largo se vuelve la mejor aliada para los vestidos descotados y sin mangas.

## Color y uso

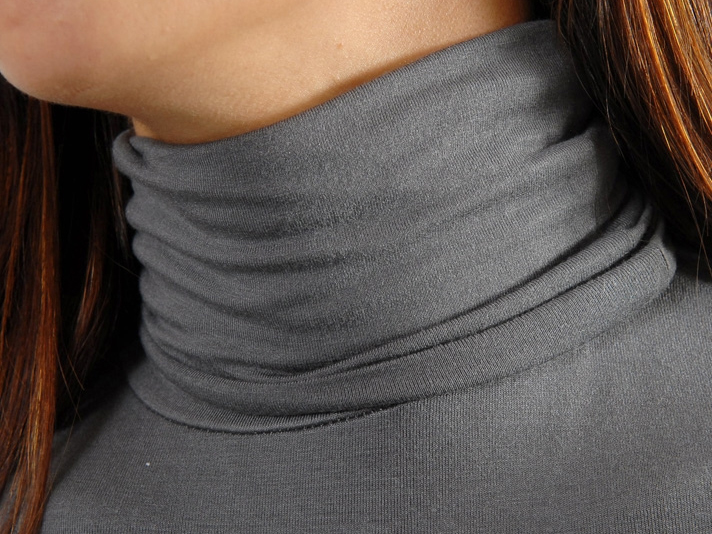
Cuello de tortuga largo y alto

Al contrario de la blusa negra de cuello largo que fácilmente combina con otros estilos, la blusa ceñida de cuello largo blanca se la asociara a conjuntos de estilo clásico y elegante. Es así que la usan celebridades y se la puede apreciar en revistas de moda francófonas, por ejemplo la foto oficial de la familia real belga, donde una de las princesas usa un cuello largo blanco ceñido. En diciembre de 2010 el cuello largo blanco y ceñido es considerado sinónimo de estilo y elegancia.
Durante los desfiles de moda de marzo de 2011, el cuello largo blanco súper ceñido está muy presente en especial en los desfiles de Céline donde lejos de estar aislado de las tendencias deportivas de invierno «gana en elegancia» en un estilo calificado como sport chic.
Por el contrario, las chicas con «papada» a quienes los diseñadores recomiendan evitar el uso del cuello alto señido, ellos recomiendan usar cuellos largos muy altos ya que «el cuello alto ajustado al cuerpo reafirma y alarga la silueta y contribuye al estilo personal así lo considera la Word of Women in Turtlenecks.

## Cuello alto como uniforme
La blusa blanca de cuello largo ceñida genera estilos clásicos y elegantes, por tanto luego de algún tiempo ha sido elegida como prenda de uniforme de numerosas escuelas y colegios, así como también para azafatas, por ejemplo en la escuela de recepcionistas Tunon el uniforme es un top azul de cuello largo, o un top blanco súper ceñido para las presentadoras en los grandes salones automovilísticos y para las azafatas una blusa blanca de cuello largo, en la aerolínea escandinava Scandinavian Airlines System; y una blusa fucsia con cuello largo distingue a la compañía austriaca Styrian Spirit.
La imagen de los hermanos Jacques, algunos años después de su gran éxito, el grupo musical The Chase, o el cantante Philippe Katerine lo utilizaban muy a menudo para aparecer en sus conciertos y en la portada de sus discos, en muchos casos de manera ceñida y con colores muy llamativos. Philippe Katerine declaró en 2007: «El cuello alto será la prenda del mañana».
En Bélgica desde el 22 de junio del 2006 mediante un decreto real se designa al cuello alto como uniforme de los funcionarios de la policía y de los servidores del orden público.

## Extravagancias con cuello alto
- El 27 de febrero de 1998, un austriaco patentó un pull con cuello alto,[43] el cual poseía la particularidad de permitir el uso de prendas accesorias, como la corbata o la pajarita.

- En junio de 2008, el autor de tiras cómicas Fred Neidhardt publicó Pies de elefante con cuello de tortuga.[44][45]

- En mayo de 2010, un modista canadiense diseña un cuello alto para madres en estado de lactancia que poseía una abertura en el busto.[46]